# آپادانا

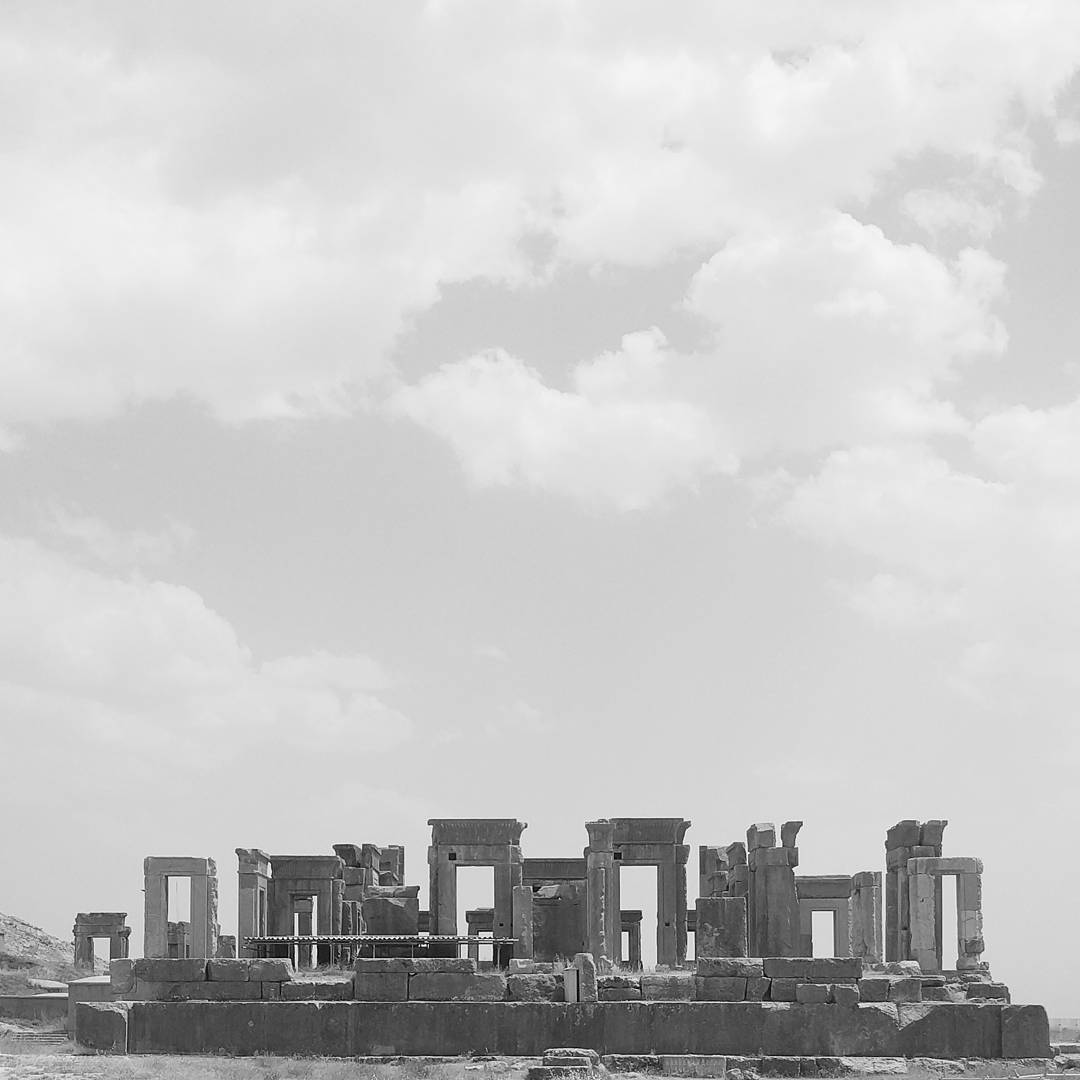
نمایی از کاخ تچر

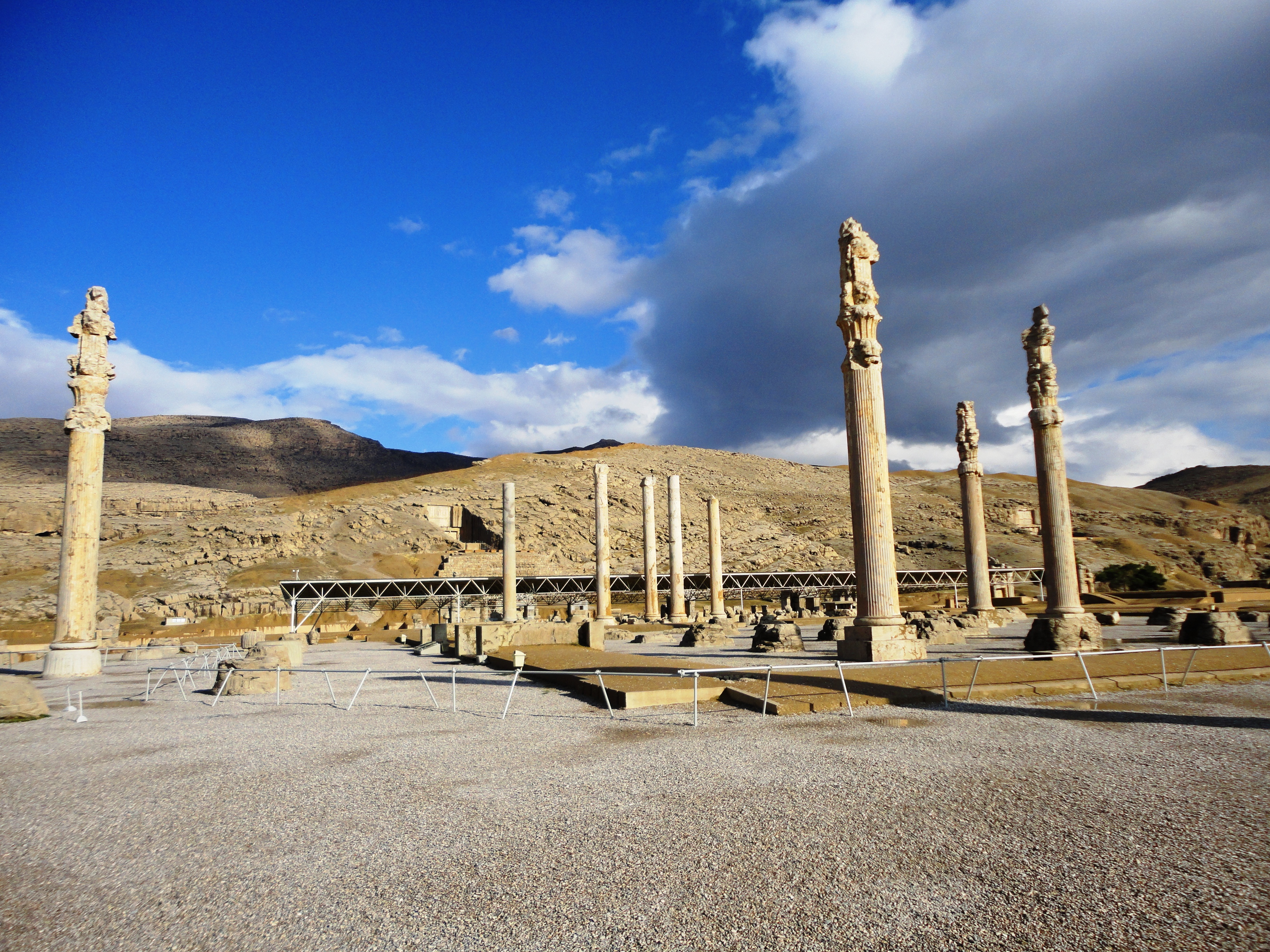
کاخ آپادانای تخت جمشید

آپادانا گونه‌ای تالار ستون‌دار در ایران باستان است. بهترین نمونه‌های آپاداناها در تخت جمشید و کاخ شوش به‌جا مانده‌است.

## کاخ‌های آپادانا در ایران

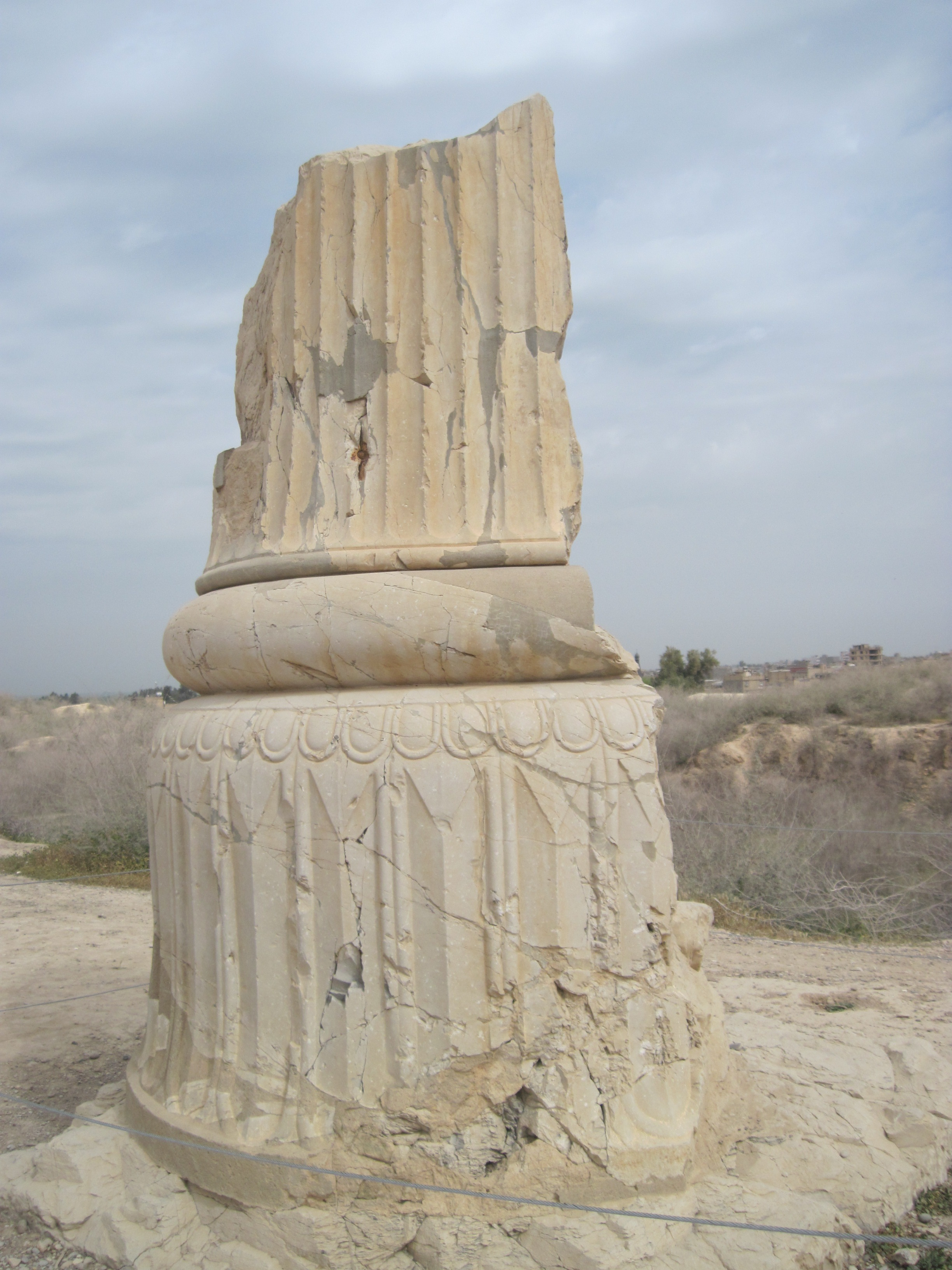
ستون کاخ آپادانای شوش

### کاخ آپادانا در تخت‌جمشید
کاخ آپادانای تخت‌جمشید از دیرین‌ترین کاخ‌های تخت جمشید است. این کاخ که به فرمان داریوش بزرگ بنا شده‌است، برای برگزاری جشن‌های نوروزی و پذیرش نمایندگان کشورهای وابسته به حضور پادشاه استفاده می‌شده‌است.

### کاخ آپادانا در شوش
کاخ آپادانای شوش در زمان داریوش در حدود سال‌های ۵۱۵ تا ۵۲۱ پیش از میلاد و به دستور او بر روی آثار و بقایای عیلامی در شوش بنا شد. دیوارهای این کاخ از خشت با نمای آجری و ستون‌های آن از سنگ است. دیوارهای داخلی آن با آجر لعاب‌دار پوشیده شده بود و دارای نقش‌های سربازان گارد جاویدان، شیر بالدار و گل نیلوفر آبی بوده‌است. بخش‌های مهمی از این کاخ در زمان اردشیر یکم (۴۶۱ پیش از میلاد) دچار آتش‌سوزی شد و در زمان اردشیر دوم (۳۵۹ پیش از میلاد) بازسازی شد.
سرانجام این کاخ مانند سایر کاخ‌های هخامنشی در زمان حملهٔ اسکندر به کلی ویران شد.
این کاخ در حفاری‌های بین سال‌های ۱۳۱۱ تا ۱۳۱۴ از زیر خاک بیرون آورده شد و پس از ۷۰ سال در سال ۱۳۸۰ در فهرست آثار ملی ایران به شمارهٔ ۳۹۸۱ به ثبت رسید.

### تالار آپادانا نوشیجان ملایر
تالار ستون‌دار آپادانا در تپه نوشیجان ملایر بر روی سکوی خشتی قرار گرفته‌است. این تالارهای ستون‌دار، با تالارهای گودین تپه و تپه نوشیجان با تالارهای اورارتویی که در آلتین تپه آسیای صغیر بدست آمده، قابل مقایسه هستند و احتمالاً تأثیرپذیری از هنر معماری اورارتو ساخته شده‌است.

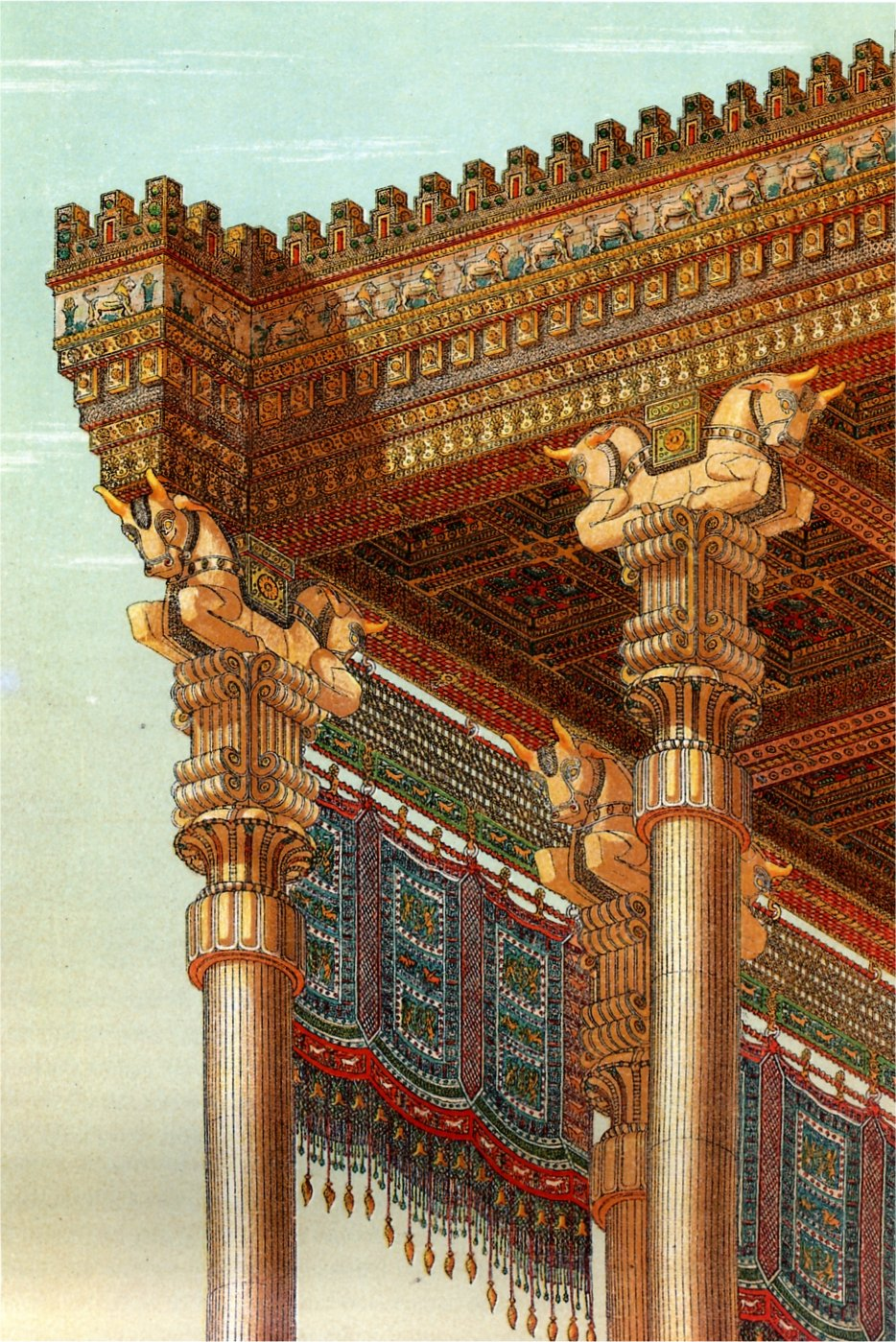
بازسازی سقف آپادانا توسط شیپیه

## نگارخانه

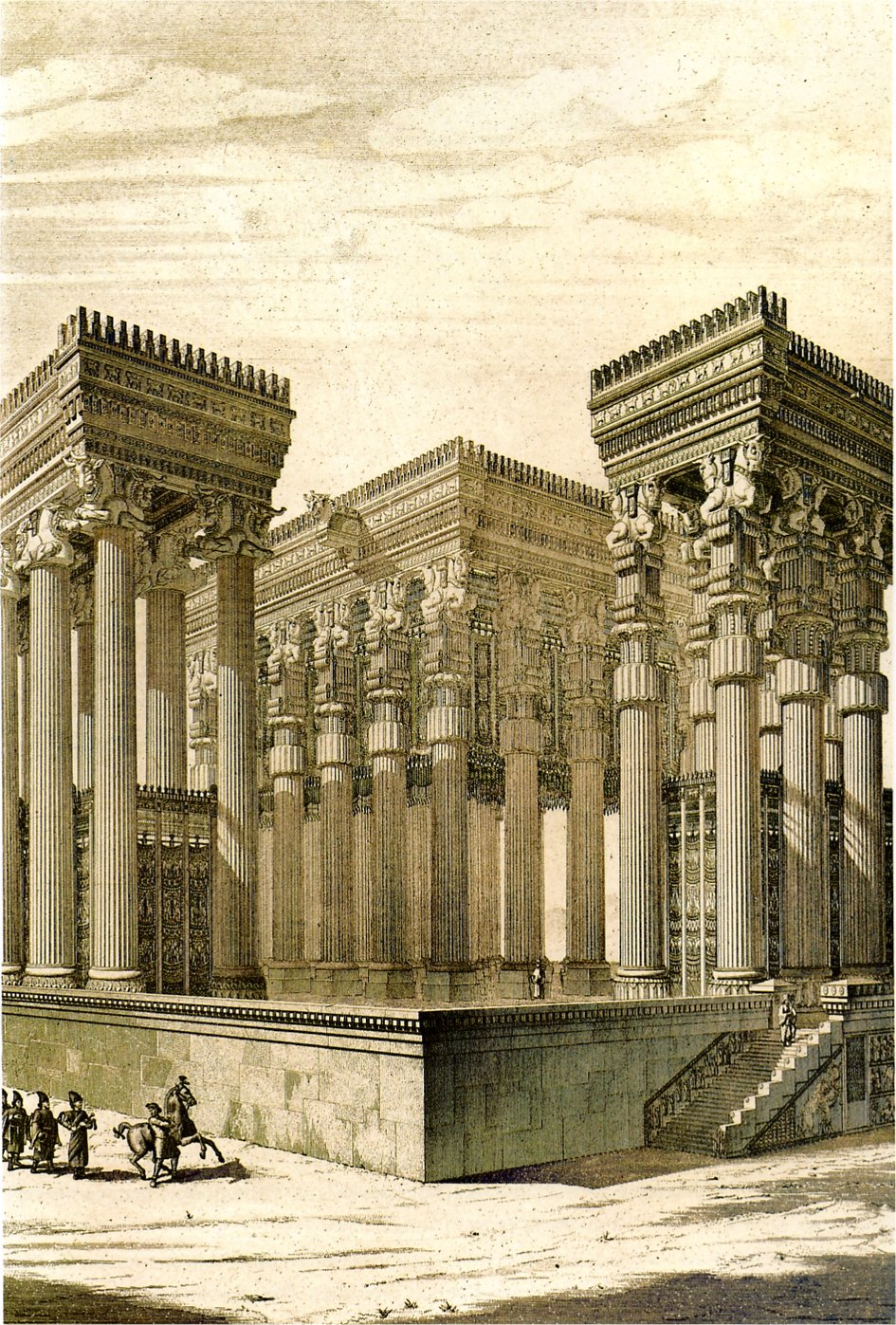
کاخ آپادانای تخت جمشید
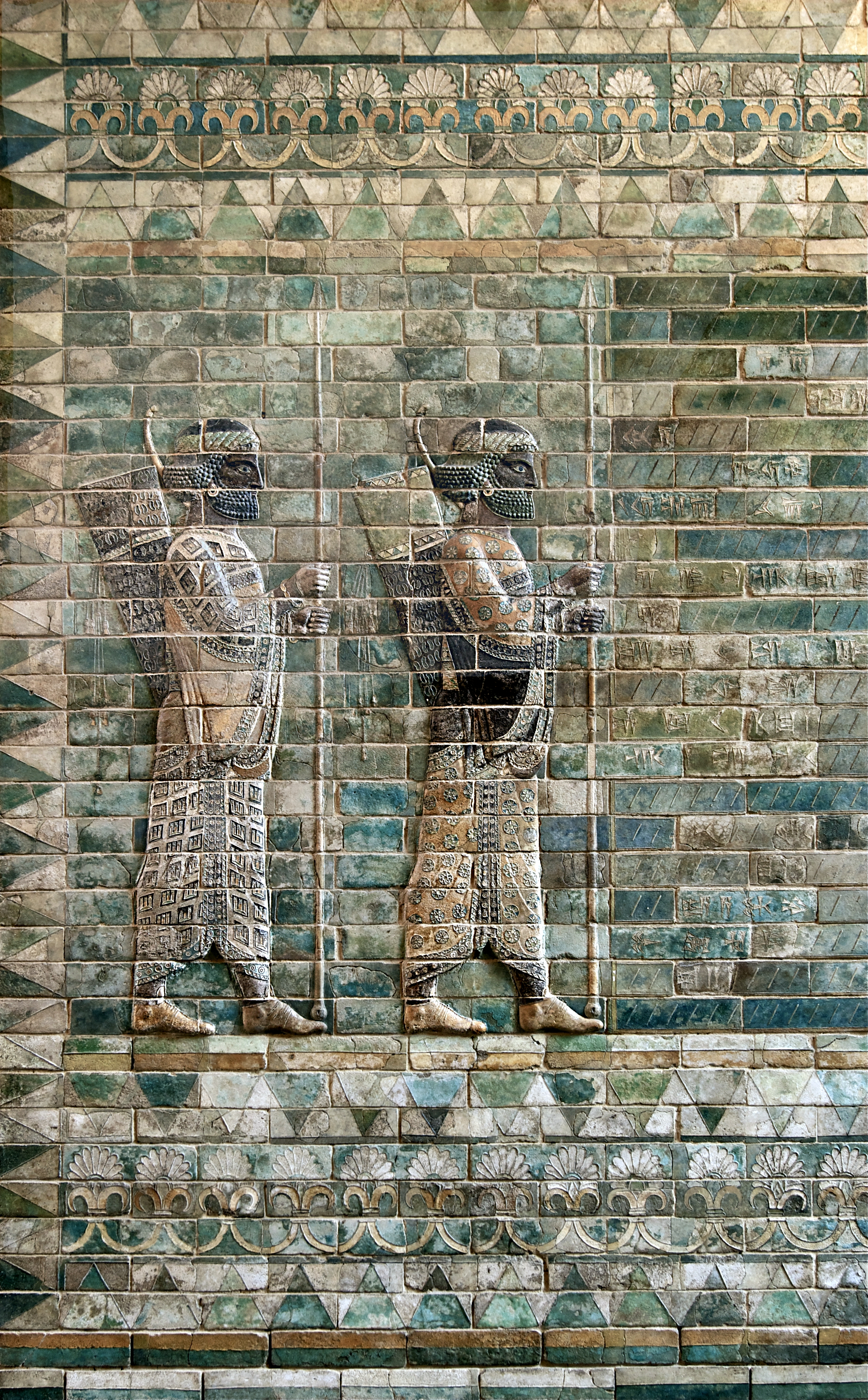
آپادانای شوش نگاره کتیبهٔ کمان‌دار، دکوراسیونی مجلل و معروف از بخش مسکونی کاخ آپادانا، ساخته شده توسط داریوش اول در شوش را نمایش می‌دهد. این کتیبه از آجر سفالی براق ساخته شده‌است و بلندی آن ۴٫۷۵ متر و پهنای آن ۳٫۷۵ متر می‌باشد. هرودوت تاریخ‌نگار یونانی این سپاه برگزیده را فناناپذیر (جاویدان) می‌دانست. از این کتیبه هم‌اکنون در موزهٔ لوور در فرانسه نگهداری می‌شود.
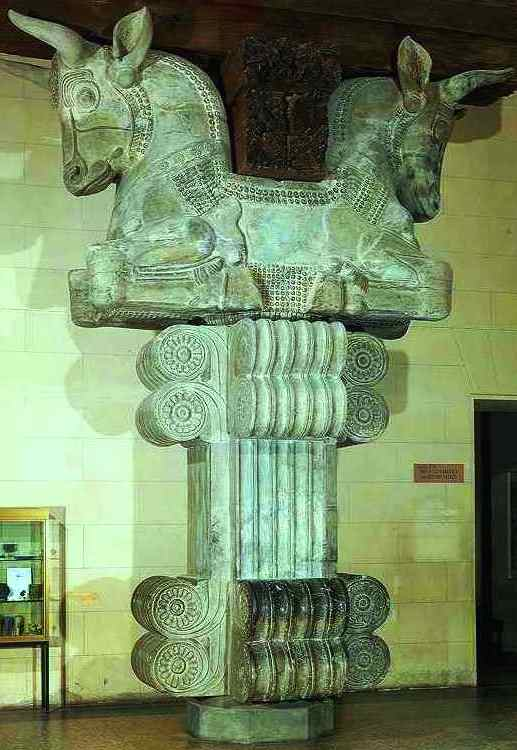
ستونی از آپادانای شوش در موزه لوور پاریس
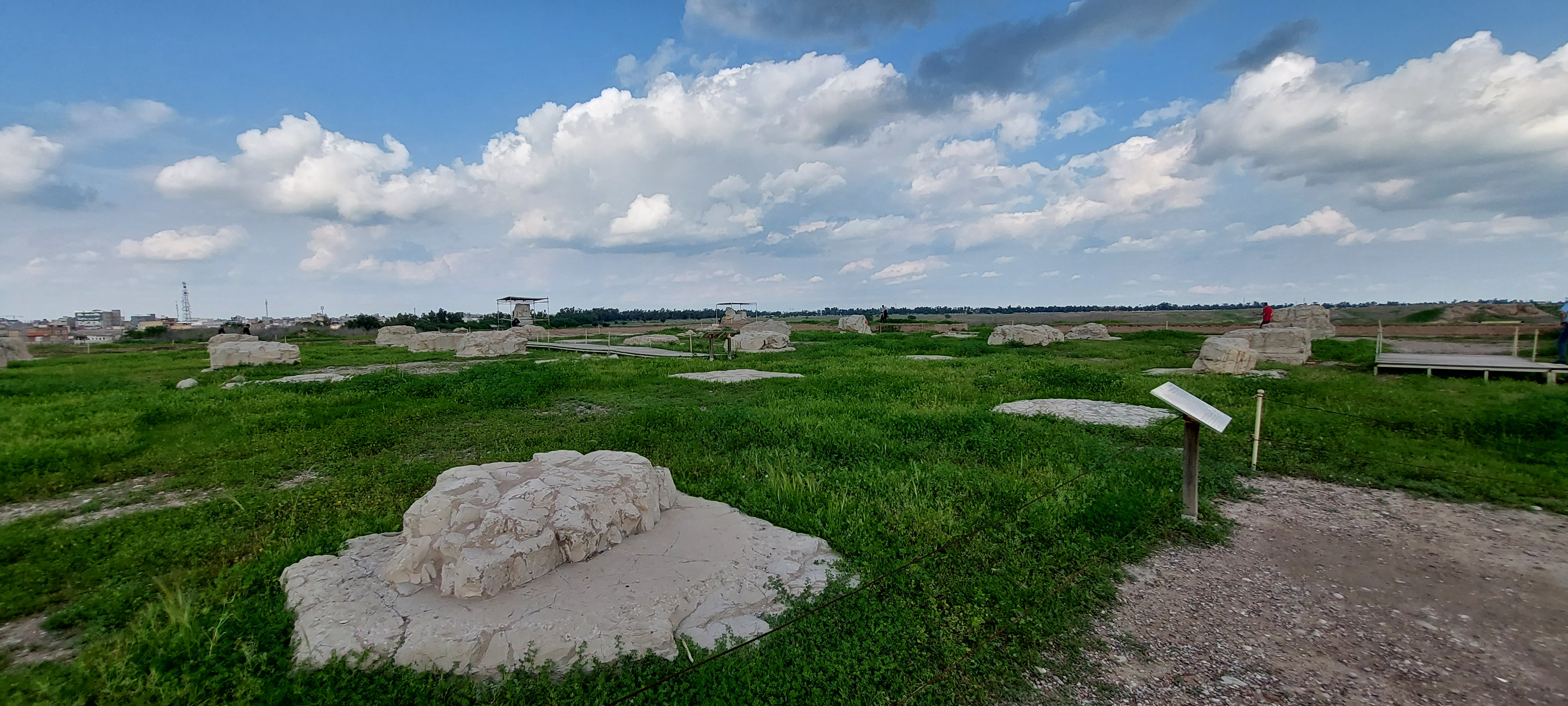
بقایای کاخ آپادانا در شوش
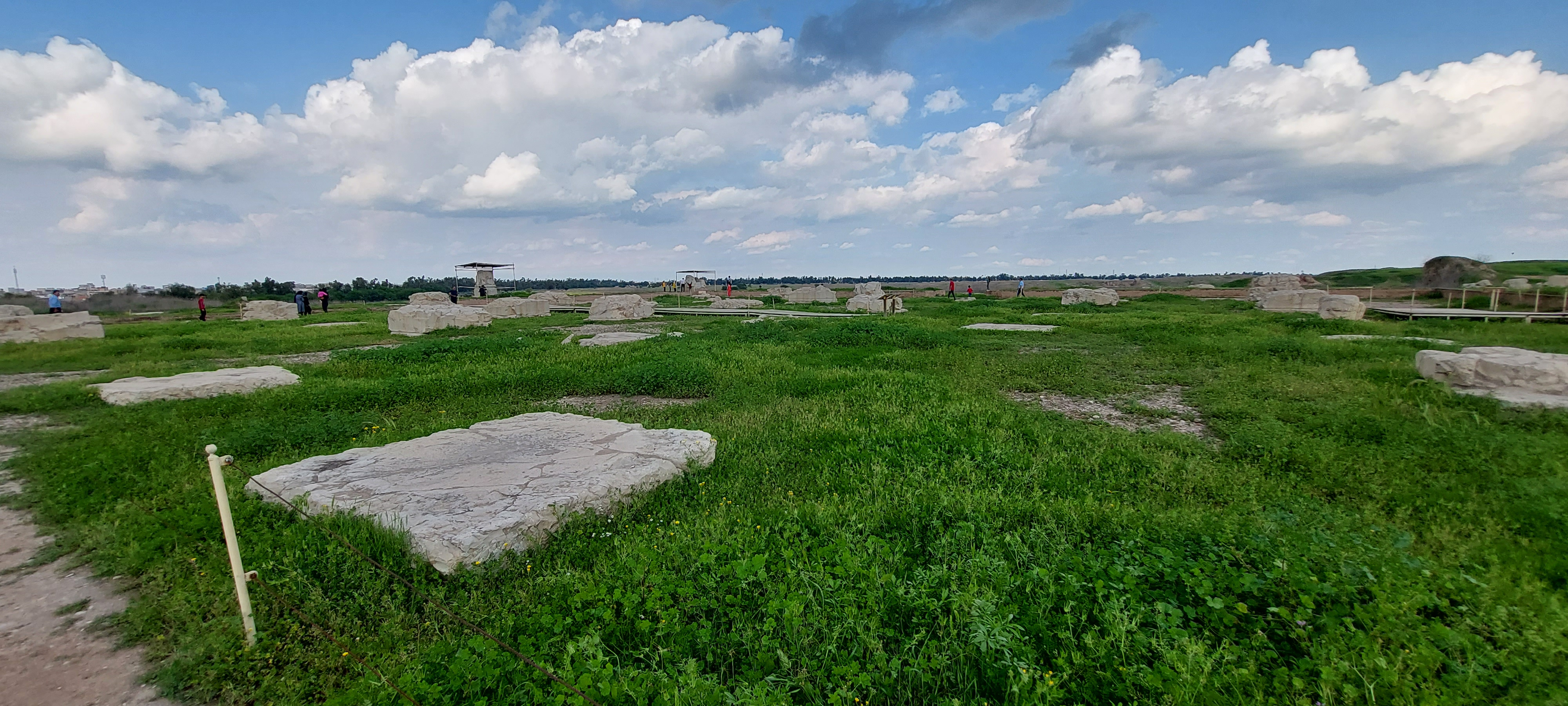
بقایای کاخ آپادانا در شوش
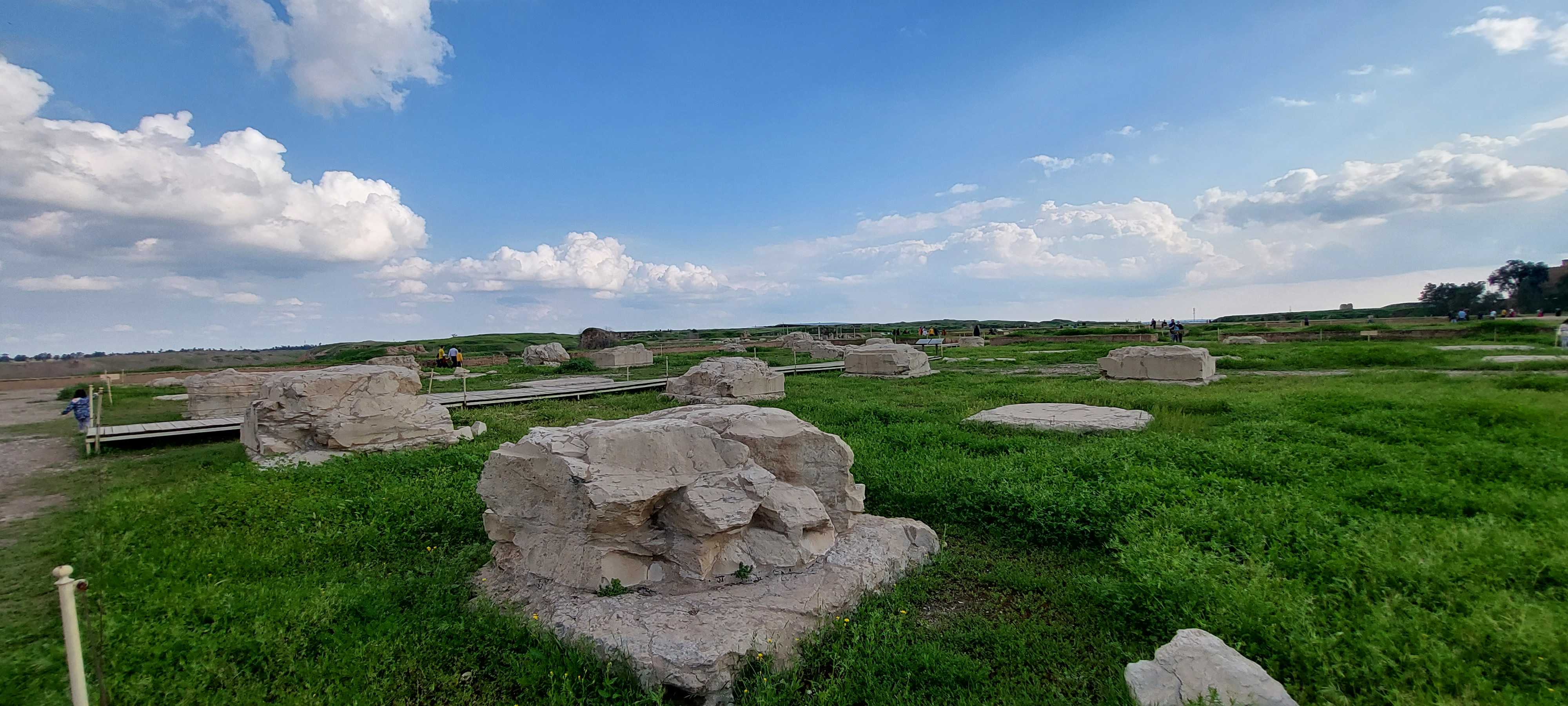
بقایای کاخ آپادانا در شوش
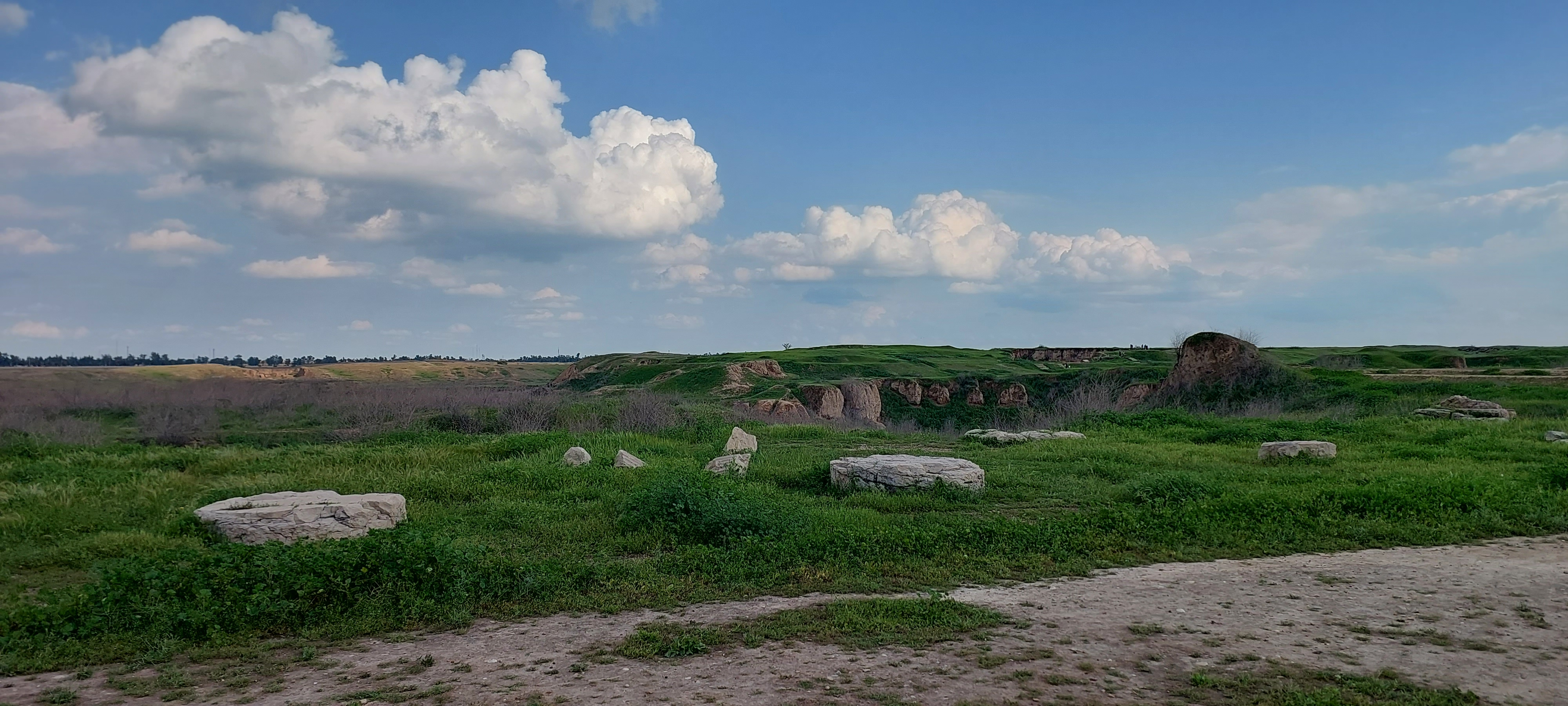
بقایای کاخ آپادانا در شوش